# ホルヘ・フシーレ
ホルヘ・フシーレ（Jorge Ciro Fucile Perdomo, 1984年11月19日 - ）は、ウルグアイ・モンテビデオ出身の元サッカー選手。元ウルグアイ代表である。現役時代のポジションはDF（右サイドバック、左サイドバック）。

## 経歴

### クラブ
地元モンテビデオにあるリベルプールFCからデビューし、2006年8月31日にポルトガル・スーペル・リーガのFCポルトに1年間の契約でレンタル移籍した。2006-07シーズンは18試合に出場し、スーペル・リーガ優勝を果たした。シーズン終了後に完全移籍し、FCポルトと5年契約を結んだ。左右のサイドバックとしてプレーできる強みを生かし、2007-08シーズンもレギュラーとして38試合に出場した。
2012年1月、ブラジルのサントスFCからFCポルトに移籍したダニーロの人的補償という形でサントスFCにレンタル移籍した。

### 代表
2006年5月24日、ロサンゼルスで行われた北アイルランド代表との親善試合(2-0)でウルグアイ代表デビューした。2007年にはコパ・アメリカ2007に参加し、レギュラーとして4試合に出場した。南アフリカで開催された2010 FIFAワールドカップにも招集され、準決勝に進出したチームで5試合に出場した。

## 代表歴

### 出場大会
- ウルグアイ代表
  - 2010 FIFAワールドカップ
  - 2014 FIFAワールドカップ

### 試合数
- 国際Aマッチ 49試合 0得点（2006年-2017年）[3]

| ウルグアイ代表 | 国際Aマッチ | 国際Aマッチ |
| 年             | 出場        | 得点        |
| -------------- | ----------- | ----------- |
| 2006           | 2           | 0           |
| 2007           | 12          | 0           |
| 2008           | 4           | 0           |
| 2009           | 5           | 0           |
| 2010           | 9           | 0           |
| 2011           | 2           | 0           |
| 2012           | 1           | 0           |
| 2013           | 5           | 0           |
| 2014           | 3           | 0           |
| 2015           | 1           | 0           |
| 2016           | 4           | 0           |
| 2017           | 1           | 0           |
| 通算           | 49          | 0           |

## タイトル
- FCポルト

UEFAヨーロッパリーグ (1): 2010-2011
スーペル・リーガ (4): 2006-2007, 2007-2008, 2008-2009, 2010-2011
タッサ・デ・ポルトガル (2): 2008-09, 2009-10
タッサ・ダ・リーガ (1): 2009
スーペルタッサ・カンディド・デ・オリベイラ (4): 2009, 2010, 2011, 2013
- ナシオナル・モンテビデオ

プリメーラ・ディビシオン (2): 2014-15, 2016